# Nitard
|  | No s'ha de confondre amb Nitard de Lieja. |

Nitard (o Nithard) (abans del 800 - 844/45 o 858/59) fou un cronista franc, net de Carlemany.
Nitard era fill d'Angilbert i de Berta, filla de Carlemany i va néixer en algun moment abans de l'any 800. Aquesta unió, no matrimonial, va tenir un altre fill, Hartnid (mort ja el 813). No se'n sap gaire de la seva vida, però fou un testimoni directe de les lluites entre els nets de Carlemany, cosins seus, i partidari de Carles el Calb. Com a alt personatge de l'entorn imperial, acomplí diverses missions per Carles el Calb i fou abat laic de l'abadia de Saint-Riquier, com també ho havia estat el seu pare. Participà en la batalla de Fontenoy (841). Sobre la seva mort s'han fet diverses hipòtesis, tot i que totes la situen en un combat. O bé hauria mort el 844 prop d'Angulema, en una batalla entre Carles el Calb i Pipí II d'Aquitània o l'any següent o uns anys més tard lluitant contra els víquings. A la tomba d'Angilbert a Saint-Riquier s'ha trobat un cos amb una ferida al crani, que podria ser el de Nitard.
Per encàrrec de Carles escrigué una crònica històrica, intitulada Historiae ("Històries") o Historiarum Libri IV ("Quatre llibres d'històries"). Aquesta crònica comença amb la mort de Carlemany (814) i acaba el 843. El primer llibre tracta dels fets fins a 840, mentre que els altres estan dedicats cadascun a un any. La seva narració, tot i que ell era partidari de Carles el Calb i, per tant, parcial, conté informacions importants i que no apareixen en altres fonts. La seva crònica és també ben coneguda per contenir, en el llibre tercer, el text dels Juraments d'Estrasburg, el primer text en llengua romànica (la versió germànica dels mateixos juraments també és dels primers textos conservats en llengua germànica).
Les Historiae han estat transmeses només per un únic manuscrit, del segle x o XI, que es conserva a la Biblioteca Nacional de París (Paris, BN lat. 9768).

## Textos
- Nithard, Histoire des fils de Louis le Pieux edició i traducció de Ph. Lauer. París: Les Belles Lettres, 1926
- Text original a Monumenta Germaniae Historica[Enllaç no actiu]
- Traducció al francès dels quatre llibres de Nitard
- Text de les Històries de Nitard a la Bibliotheca Augustana